# 巴布·拉哈巴苏荣
巴布·拉哈巴苏荣（1944年11月25日—2019年2月5日），蒙古族，蒙古国中央省巴彦温珠勒苏木人，蒙古诗人。

## 生平
1944年11月25日，拉哈巴苏荣生于蒙古国中央省温珠勒苏木。1962年起开始写作，《秋月》为其诗歌处女作。1974年至1977年间，在莫斯科电影艺术学院编剧班学习。1989年，获蒙古人民共和国作家协会奖。1989年至1992年间，任蒙古人民共和国作家协会主席。1992年至1996年，任蒙古国家大呼拉尔委员。1996年起，任蒙古国家木偶剧院院长、艺术编导。1990年，获蒙古国家功勋奖。1992年，获美国国际大学博士学位。1997年，获“蒙古国文化杰出功勋奖”。 2003年，获“蒙古国人民作家”称号。2007年，在世界诗歌大会上，获世界文学与文化协会所颁的“杰出诗人”奖。1985年到1992年间，多次参加蒙古人民共和国每年举办一次的《水晶杯》诗歌大赛，曾三次夺冠。

## 著作
拉哈巴苏荣的作品有《巴·拉哈巴苏荣抒情诗选》等7本诗集，以及6部歌剧、5部电影、36部儿童剧、5部舞剧、 40多首歌词。其诗歌被翻译为多种文字，在俄罗斯、保加利亚、日本、意大利、荷兰、美国、中国、阿拉伯等国家和地区流传。